# Tipula andalgala
Tipula andalgala är en tvåvingeart som beskrevs av Alexander 1919. Tipula andalgala ingår i släktet Tipula och familjen storharkrankar. Inga underarter finns listade i Catalogue of Life.